# Nokia 8890
Il Nokia 8890 è un telefono cellulare prodotto dall'azienda finlandese Nokia e messo in commercio nel 2000.

## Caratteristiche
- Dimensioni: 100 x 44 x 17 mm
- Massa: 91 g
- Durata batteria in conversazione: 2 ore e 30 minuti
- Durata batteria in standby: 150 ore (6 giorni)
- Infrarossi